# يوغياكارتا (محافظة خاصة)
يوغياكارتا (بالإندونيسية: Daerah Istimewa Yogyakarta)‏ وتعرف باسم : المنطقة الخاصة في يوجياكارتا هي إحدى مقاطعات إندونسيا الخاصة وهي منطقة حكم ذاتي على مستوى المقاطعات في إندونيسيا في جنوب جزيرة جاوة، يحدها من الجنوب المحيط الهندي، وتشترك حدودها البرية مع حدود مقاطعة جاوة الوسطى. . تحكمها سلطنة يوجياكارتا ، وهي النظام الملكي الوحيد المعترف به رسميًا داخل حكومة إندونيسيا. مدينة يوجياكارتا هي مقصد سياحي شهير ومركز ثقافي في المنطقة.
تأسست سلطنة يوجياكارتا عام 1755 وقدمت دعمًا ثابتًا لاستقلال إندونيسيا خلال الثورة الوطنية الإندونيسية (1945-1949). يحكم يوجياكارتا السلطان هامينجكوبوونو أما الأمير باكو علم فهو نائب للحاكم. تبلغ مساحتها 3,185.8 كيلومتر مربع ، وهي ثاني أصغر مقاطعة في إندونيسيا بعد جاكرتا.

## تاريخ
تُلفظ يوغياكارتا في اللغة الجاوية [joɡjaˈkartɔ] ، وسميت على اسم مدينة أيوديا التي ذكرت في الأساطير الجاوية- الهندوسية. الاسم الهولندي لهذه المنطقة الخاصة هو دجوكجاكارتا.
كانت السلطنة حاضرة في أشكال مختلفة عبر عصور ما قبل التاريخ ، واستمرت خلال حكم الهولنديين وغزو الإمبراطورية اليابانية لجزر الهند الشرقية الهولندية عام 1942. في أغسطس 1945 ، أعلن أول رئيس لإندونيسيا أحمد سوكارنو استقلال الجمهورية الإندونيسية ، وبحلول سبتمبر من ذلك العام ، أرسل السلطان هامينجكوبوونو التاسع والدوق باكو علم الثامن رسائل إلى أحمد سوكارنو للتعبير عن دعمهما لاستقلال أندونيسيا ، حيث اعترفا أيضا بسلطنة يوجياكارتا كجزء من جمهورية إندونيسيا. فعلت سلطنة سوراكار نفس الشيء ، وحصلت كل من المملكتين الجاويتين على وضع خاص كمناطق خاصة داخل جمهورية إندونيسيا. ومع ذلك ، بسبب انتفاضة يسارية مناهضة للملكية في سلطنة سوراكار ، فقدت سلطنة سوراكار وضعها الإداري الخاص في عام 1946 وضُمت إلى مقاطعة جاوا الوسطى.
كان دعم يوجياكارتا الساحق وشعبية أحمد سوكارنو عاملين أساسيين في النضال الإندونيسي من أجل الاستقلال أثناء الثورة الوطنية الإندونيسية (1945-1949). وبعد سقوط جاكرتا في أيدي الهولنديين أصبحت مدينة يوجياكارتا هي عاصمة الجمهورية الإندونيسية من يناير 1946 إلى ديسمبر 1948 . غزا الهولنديون يوجياكارتا في وقت لاحق ، مما أدى إلى نقل عاصمة الجمهورية الإندونيسية مرة أخرى إلى بوكيتنغي في غرب جزيرة سومطرة في 19 ديسمبر 1948. وكمكافئة ليوجياكارتا على دعمها ووقوفها إلى جانب الثورة الوطنية الإندونيسية ، فقد تم الاعتراف بالحكم الذاتي الخاص على يوجياكارتا بالكامل في عام 1950 واعتبرت يوجياكارتا منطقة ذات إدارة خاصة، حيث أصبحت يوجياكارتا هي المنطقة الوحيدة التي يرأسها نظام ملكي في إندونيسيا.
في 27 مايو 2006 تعرضت يوغياكارتا لزلزال بقوة 6.3 درجة ، مما أسفر عن مقتل 5782 شخصًا وإصابة ما يقرب من 36000 شخص وتشريد 600000 شخص. كانت منطقة بانتول هي الأكثر تضررا من حيث الخسائر و أعداد الوفيات.

## الجغرافيا
تقع يوغياكارتا بالقرب من الساحل الجنوبي لجاوة ، وتحيط بها مقاطعة جاوا الوسطى من ثلاث جهات ، والمحيط الهندي من جهة الجنوب. بلغ عدد السكان في تعداد عام 2010 حوالي 3,452,390 نسمة ، ووفقًا لآخر تقدير رسمي (يناير 2014) ارتفع العدد إلى 3,594,290. تبلغ مساحتها 3,133.15 كيلومتر مربع مما يجعلها ثاني أصغر منطقة في إندونيسيا بعد منطقة العاصمة جاكرتا. والكثافة السكانية فيها مرتفعة مقارنة بالمناطق المحيطة بها في وسط جاوة .
يقع جبل ميرابي إلى الشمال مباشرة من مدينة يوغياكارتا و سلمان ريجنسي . وهو البركان الأكثر نشاطًا في إندونيسيا وقد ثار بشكل منتظم منذ عام 1548. كان آخر ثوران له في أكتوبر - نوفمبر 2010 ، مما أسفر عن مقتل وإصابة العديد من الأشخاص وتشريد ما يقرب من 100,000 شخص .

## التقسيم الإداري
مديرية ومدينة رئيسية
تنقسم هذه مقاطعة إلى 4 مديرية (عمودية) و 1 مدينة رئيسية (مركز)
| اسم مديرية أو مدينة رئيسية | عاصمة    | رئيس            |
| -------------------------- | -------- | --------------- |
| مديرية بانتول              | بانتول   | سري سورياويداتي |
| مديرية جونونج كيدول        | وونوساري | بادينجاه        |
| مديرية كولون بروجو         | واتيس    | هاستو واردويو   |
| مديرية سليمان              | سليمان   | سري بورنومو     |
| مدينة يوجياكرتا            | -        | هاريادي سويوتي  |

## توأمة
ليوغياكارتا (محافظة خاصة) اتفاقيات توأمة مع كل من:
- محافظة تشيانغ مي (4 سبتمبر 2007 - )[11]
- كيوتو (16 يوليو 1985 - )

## أعلام
- هيرمان جوهانس
- يونهار إلياس
- دوني تاتا براديتا